# Міхал Брись
Міхаль Брись (пол. Michał Bryś; нар. 12 вересня 1970, Семяновиці-Шльонські) — польський актор, кухар, менеджер, музичний продюсер, ресторатор, сценарист.

## Біографія
У 1994 році закінчив Краківську державну вищу театральну школу імені Людвіга Сольського. У 1995—1997 роках вивчав організацію та управління телебаченням і кінопродукцією на факультеті радіо і телебачення Університету Сілезії в Катовиці.
Розпочав працювати менеджером з виробництва в TVP та продюсером у «PolyGram Polska» (нині «Universal Music Polska»). У 1994 році знявся у художньому фільмі «Смерть як шматочок хліба» режисера Казімежа Куца. Зрежисерував близько 60 музичних кліпів, серед іншого: «Zoil» Катажини Носовської і Казіка Сташевського, «Kiler» Elektrycznych Gitar, «4 сезони» групи Hey, «Так мені тебе бракує» Касі Ковальської.
Відмовився від своєї музичної та кінокар'єри заради гастрономії, не маючи з неї жодної освіти. Проходив стажування, серед інших, у Зволле, Лондоні, Копенгагені та Atelier Amaro у Варшаві.
З 2014 року шеф-кухар та співвласник варшавського ресторану «L'enfant Terrible».
З 6 вересня по 22 листопада 2016 року був ведучим шостого видання «Hell's Kitchen. Пекельна кухня» на телебаченні Polsat, замінивши Войцеха Модеста Амаро.
Журі польського видання програми TVP2 «Bake Off — Ale ciacho!» з 11 вересня 2017 року та «Bake Off Junior» з 6 вересня 2018 року.

## Фільмографія
- 1994: Смерть як шматочок хліба

## Призи та нагороди
- приз журналу Warsaw Insider — Best Newcomer 2014 року[10]
- Шеф Завтрашнього Дня Gault&Millau Tour 2015 центрального регіону[11]
- Шеф Завтрашнього Дня 2016 року Gault&Millau Polska[12][13]